# George Hamilton, I conte di Orkney
George Hamilton, I conte di Orkney (Hamilton Palace, 9 febbraio 1666 – Londra, 29 gennaio 1737), è stato un nobile e ufficiale scozzese.

## Biografia

### Infanzia
Era il quinto figlio di Anne Hamilton, III duchessa di Hamilton, e di suo marito, William Douglas, duca di Hamilton.

### Carriera militare
Egli è stato prima addestrato dai suoi zii, Lord Dumbarton, Lord James Douglas e Lord Angus, prendendo servizio nel 1º Reggimento di fanteria.

### Irlanda e Paesi Bassi
Nel 1689, divenne tenente colonnello, e pochi mesi dopo colonnello. Lui e il suo reggimento servì presso le battaglie del Boyne e Aughrim, nella guerra irlandese. Si è poi trasferito al comando dei Fucilieri Reali e combatté nella battaglia di Steenkeerke. Si trasferì di nuovo al 1º Reggimento, dove partecipò a diverse battaglie durante la ribellione irlandese, e alla fine ha combattuto nella battaglia di Landen e all'Assedio di Namur (1695), entrambi episodi della Guerra della Lega di Augusta. A Namur, però, Hamilton venne ferito, e finalmente è stato promosso al grado di generale di brigata.
Nel 1696 venne nominato conte di Orkney, visconte di Kirkwall e barone Dechmont.

### Guerra di successione spagnola
Combatté nella Guerra di successione spagnola con il grado di maggiore generale sotto John Churchill, I duca di Marlborough. Alcuni anni più tardi, nel 1704, è stato promosso a tenente generale.
Nella Battaglia di Blenheim, guidò l'assalto finale sul villaggio di Blenheim. Più tardi, nel giugno 1705, ha sfilato la colonna dalla Mosella per alleviare la città assediata di Liegi. Nella battaglia di Ramillies, e ha giocato un ruolo importante nella Battaglia di Oudenarde.
Nel 1708, ha conquistato due importanti fortificazioni a Tournai. Nella disperata battaglia di Malplaquet, guidò dei battaglioni alla carica verso le trincee francesi, subendo gravi perdite. Egli rimase con il suo esercito vicino alle Fiandre, fino alla fine della guerra. Durante questo periodo, ha ricevuto una promozione a generale. Dopo i trattati di pace, ha ricevuto il titolo onorifico di colonnello comandante.

### Matrimonio
Sposò, il 25 novembre 1695, Lady Elizabeth Villiers, figlia di Sir Edward Villiers e Lady Frances Howard. Ebbero tre figlie.

### Ultimi anni e morte
Nel 1714 fu nominato Lord of the Bedchamber di Giorgio I e Governatore della Virginia, ma sembra che non abbia mai visitato la colonia. È stato il Lord luogotenente del Lanarkshire.
È stato promosso al rango di Maresciallo di campo nel 1736. Questa è stata la prima promozione al grado di maresciallo dell'esercito britannico.
Morì un anno dopo nella sua residenza in Albemarle Street, a Londra.

## Discendenza
George e Lady Elizabeth Villiers ebbero tre figlie:
- Anne Hamilton, II contessa di Orkney (?-7 dicembre 1756), sposò William O'Brien, IV conte di Inchiquin, ebbero una figlia;
- Lady Frances (?-27 dicembre 1772), sposò Thomas Lumley-Saunderson, III conte di Scarbrough, ebbero un figlio;
- Lady Henrietta (?-22 agosto 1732), sposò John Boyle, V conte di Cork, ebbero tre figli.

## Ascendenza
|                                         |                                         |                                       | Genitori                                 |  |  | Nonni |  |  | Bisnonni                          |  |  | Trisnonni                          |  |
|                                         |                                         |                                       |                                          |  |  |       |  |  | William Douglas, X conte di Angus |  |  | William Douglas, IX conte di Angus |  |
|                                         |                                         |                                       |                                          |  |  |       |  |  | William Douglas, X conte di Angus |  |  | William Douglas, IX conte di Angus |  |
|                                         |                                         | Giles Graham                          |                                          |  |  |       |  |  | William Douglas, X conte di Angus |  |  |                                    |  |
| William Douglas, I marchese di Douglas  |                                         |                                       |                                          |  |  |       |  |  | William Douglas, X conte di Angus |  |  |                                    |  |
|                                         |                                         | Elizabeth Oliphant                    | Laurence Oliphant, IV lord Oliphant      |  |  |       |  |  |                                   |  |  |                                    |  |
|                                         |                                         | Elizabeth Oliphant                    | Laurence Oliphant, IV lord Oliphant      |  |  |       |  |  |                                   |  |  |                                    |  |
|                                         |                                         | Elizabeth Oliphant                    | lady Margaret Hay                        |  |  |       |  |  |                                   |  |  |                                    |  |
| William Douglas, I conte di Selkirk     |                                         | Elizabeth Oliphant                    |                                          |  |  |       |  |  |                                   |  |  |                                    |  |
|                                         |                                         | George Gordon, I marchese di Huntly   | George Gordon, V conte di Huntly         |  |  |       |  |  |                                   |  |  |                                    |  |
|                                         |                                         | George Gordon, I marchese di Huntly   | George Gordon, V conte di Huntly         |  |  |       |  |  |                                   |  |  |                                    |  |
|                                         |                                         | George Gordon, I marchese di Huntly   | lady Anne Hamilton                       |  |  |       |  |  |                                   |  |  |                                    |  |
| lady Mary Gordon                        |                                         | George Gordon, I marchese di Huntly   |                                          |  |  |       |  |  |                                   |  |  |                                    |  |
|                                         |                                         | lady Henrietta Stewart                | Esmé Stewart, I duca di Lennox           |  |  |       |  |  |                                   |  |  |                                    |  |
|                                         |                                         | lady Henrietta Stewart                | Esmé Stewart, I duca di Lennox           |  |  |       |  |  |                                   |  |  |                                    |  |
|                                         |                                         | lady Henrietta Stewart                | Catherine de Balsac                      |  |  |       |  |  |                                   |  |  |                                    |  |
| George Hamilton, I conte di Orkney      |                                         | lady Henrietta Stewart                |                                          |  |  |       |  |  |                                   |  |  |                                    |  |
|                                         | James Hamilton, II marchese di Hamilton | John Hamilton, I marchese di Hamilton |                                          |  |  |       |  |  |                                   |  |  |                                    |  |
|                                         | James Hamilton, II marchese di Hamilton | John Hamilton, I marchese di Hamilton |                                          |  |  |       |  |  |                                   |  |  |                                    |  |
|                                         | James Hamilton, II marchese di Hamilton | Margaret Lyon                         |                                          |  |  |       |  |  |                                   |  |  |                                    |  |
| James Hamilton, I duca di Hamilton      | James Hamilton, II marchese di Hamilton |                                       |                                          |  |  |       |  |  |                                   |  |  |                                    |  |
|                                         |                                         | lady Ann Cunningham                   | James Cunningham, VII conte di Glencairn |  |  |       |  |  |                                   |  |  |                                    |  |
|                                         |                                         | lady Ann Cunningham                   | James Cunningham, VII conte di Glencairn |  |  |       |  |  |                                   |  |  |                                    |  |
|                                         |                                         | lady Ann Cunningham                   | Margaret Campbell                        |  |  |       |  |  |                                   |  |  |                                    |  |
| Anne Hamilton, III duchessa di Hamilton |                                         | lady Ann Cunningham                   |                                          |  |  |       |  |  |                                   |  |  |                                    |  |
|                                         |                                         | William Feilding, I conte di Denbigh  | sir Basil Feilding                       |  |  |       |  |  |                                   |  |  |                                    |  |
|                                         |                                         | William Feilding, I conte di Denbigh  | sir Basil Feilding                       |  |  |       |  |  |                                   |  |  |                                    |  |
|                                         |                                         | William Feilding, I conte di Denbigh  | Elizabeth Aston                          |  |  |       |  |  |                                   |  |  |                                    |  |
| lady Margaret Feilding                  |                                         | William Feilding, I conte di Denbigh  |                                          |  |  |       |  |  |                                   |  |  |                                    |  |
|                                         |                                         | lady Susan Villiers                   | sir George Villiers                      |  |  |       |  |  |                                   |  |  |                                    |  |
|                                         |                                         | lady Susan Villiers                   | sir George Villiers                      |  |  |       |  |  |                                   |  |  |                                    |  |
|                                         |                                         | lady Susan Villiers                   | Mary Beaumont, contessa di Buckingham    |  |  |       |  |  |                                   |  |  |                                    |  |
|                                         |                                         | lady Susan Villiers                   |                                          |  |  |       |  |  |                                   |  |  |                                    |  |